# Будинок цивільного губернатора (Чернігів)
Будинок цивільного губернатора — пам'ятка архітектури та історії місцевого значення у Чернігові. Наразі у будівлі розміщуються Військова прокуратура Чернігівського гарнізону та Військово-музичний центр Сухопутних військ Збройних сил України.

## Історія
Рішенням виконкому Чернігівської обласної ради народних депутатів трудящих від 31.05.1971 № 286 надано статус «пам'ятник історії місцевого значення» з охоронним № 53 під назвою «Будинок, де розміщувався Богунський полк та працював А. І. Родимцев — Герой Радянського Союзу, радянський військовий діяч». Має охоронну зону, згідно з правилами забудови та використання території.
Наказом Департаменту культури та туризму, національностей та релігій Чернігівської обласної державної адміністрації від 12.11.2015 № 254 надано статус «пам'ятника архітектури місцевого значення» під назвою — «Будинок цивільного губернатора».

## Опис
Будинок був збудований на Смоленській вулиці (зараз Шевченка) у 1896 році. Архітектор — М. Маркелов. Двоповерховий, кам'яний, прямокутний у плані будинок з ганком з боку головного входу. Є прикладом архітектури неокласицизму.
12-19 січня 1918 року в будівлі розміщувався Штаб Богунського полку під командуванням Миколи Щорса. З цієї будівлі 12 січня було надіслано повідомлення про те, що Армію УНР було вибито з міста Чернігова.
У 1960—1969 роки будівля служила штабом (1-ї Гвардійської загальновійськової армії Київського військового округу), яким у період 1960—1966 років командував Олександр Родимцев. Потім тут розташовувався Чернігівський будинок офіцерів. Наразі у будівлі розміщуються Військова прокуратура Чернігівського гарнізону та Військово-музичний центр Сухопутних військ Збройних сил України. Будівля розташована у межах спеціальної території (ЗСУ).
Меморіальні дошки:
1. Двічі Герою Радянського Союзу Олександру Іллічу Родимцеву — на будинку, де працював (дошка мармур, 1972)[4]
2. Штабу Богунського полку — демонтовано — на будинку, де розміщувався (січень 1919) (дошка 1972)

## Галерея

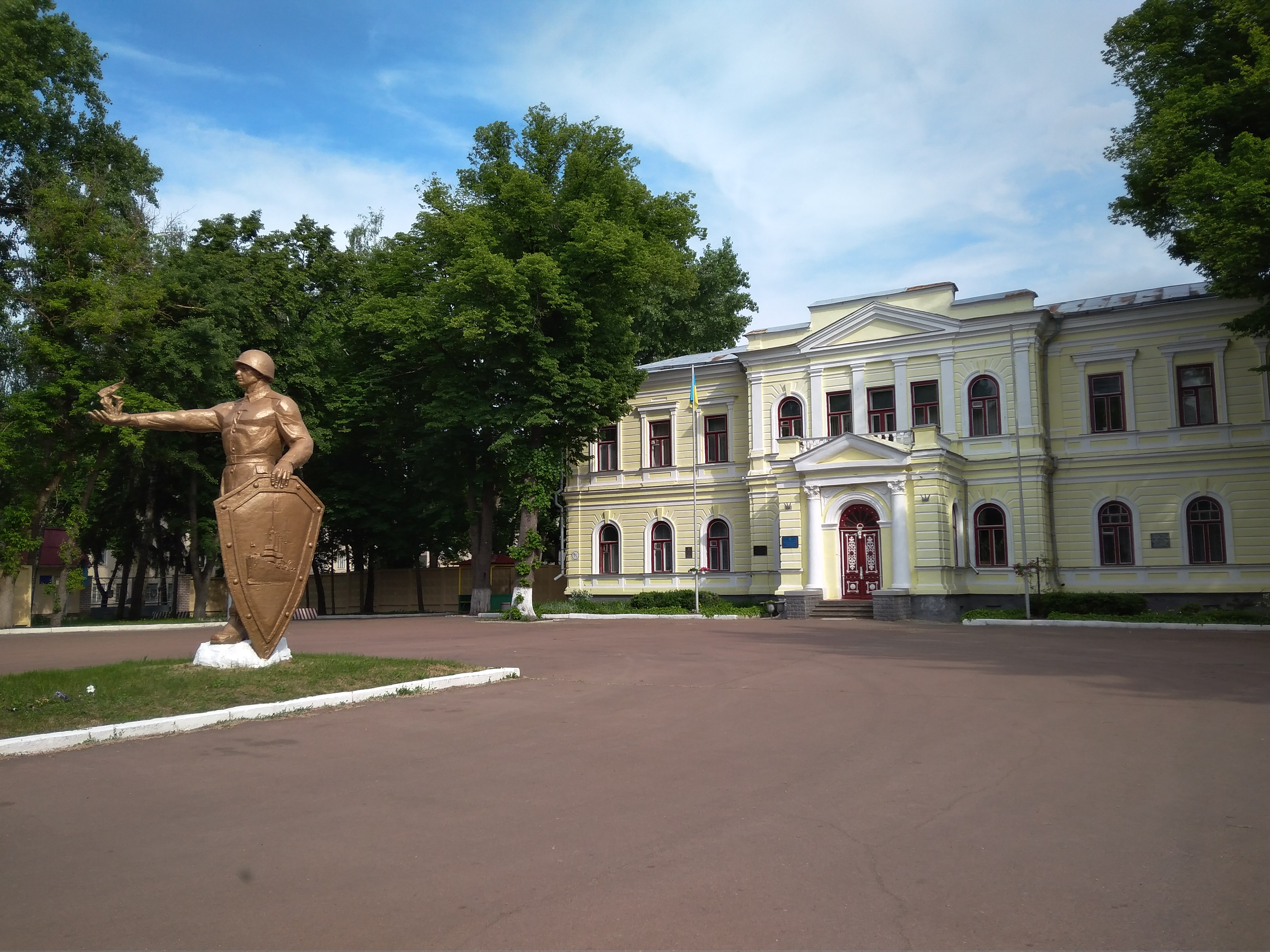
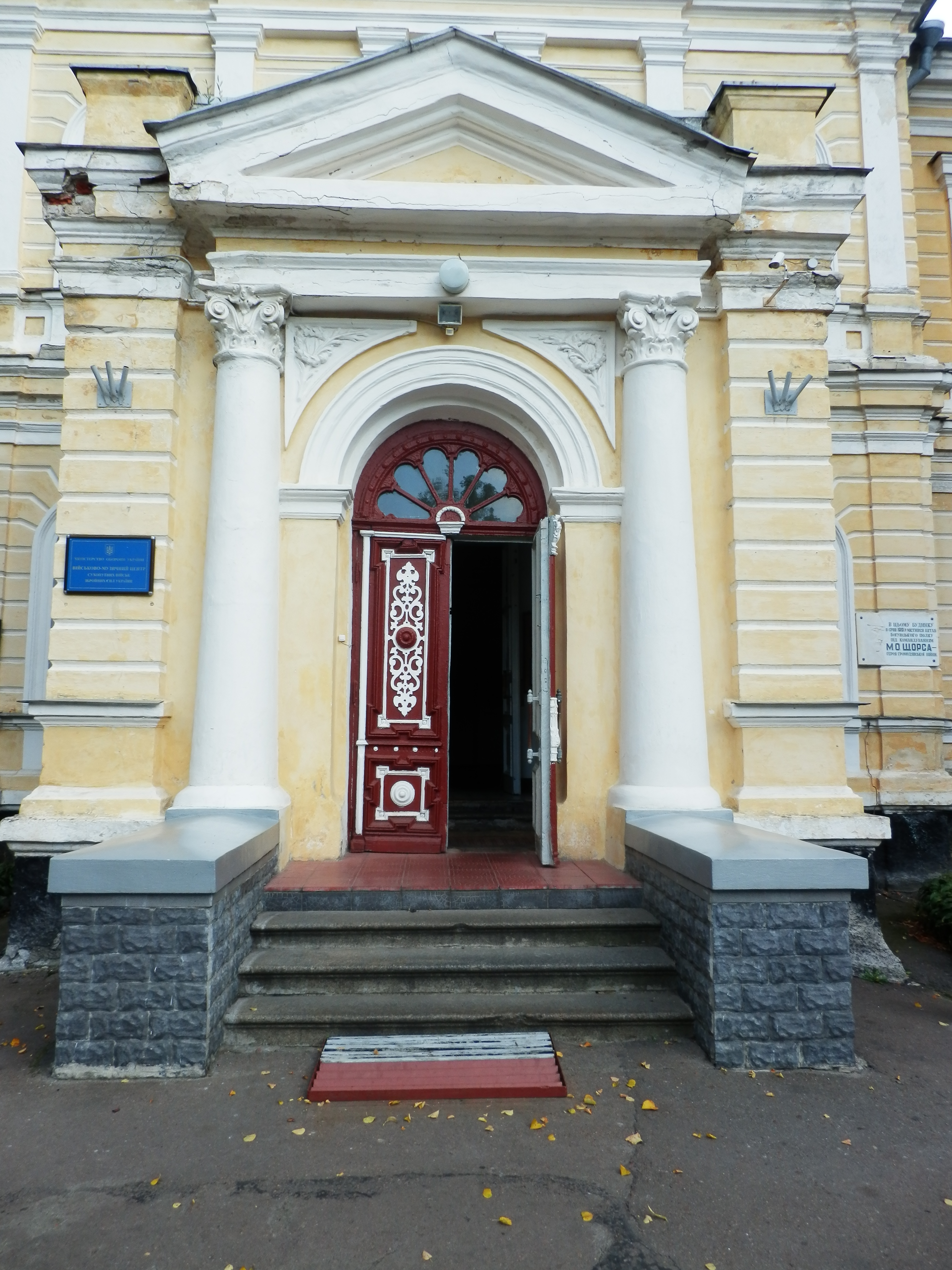
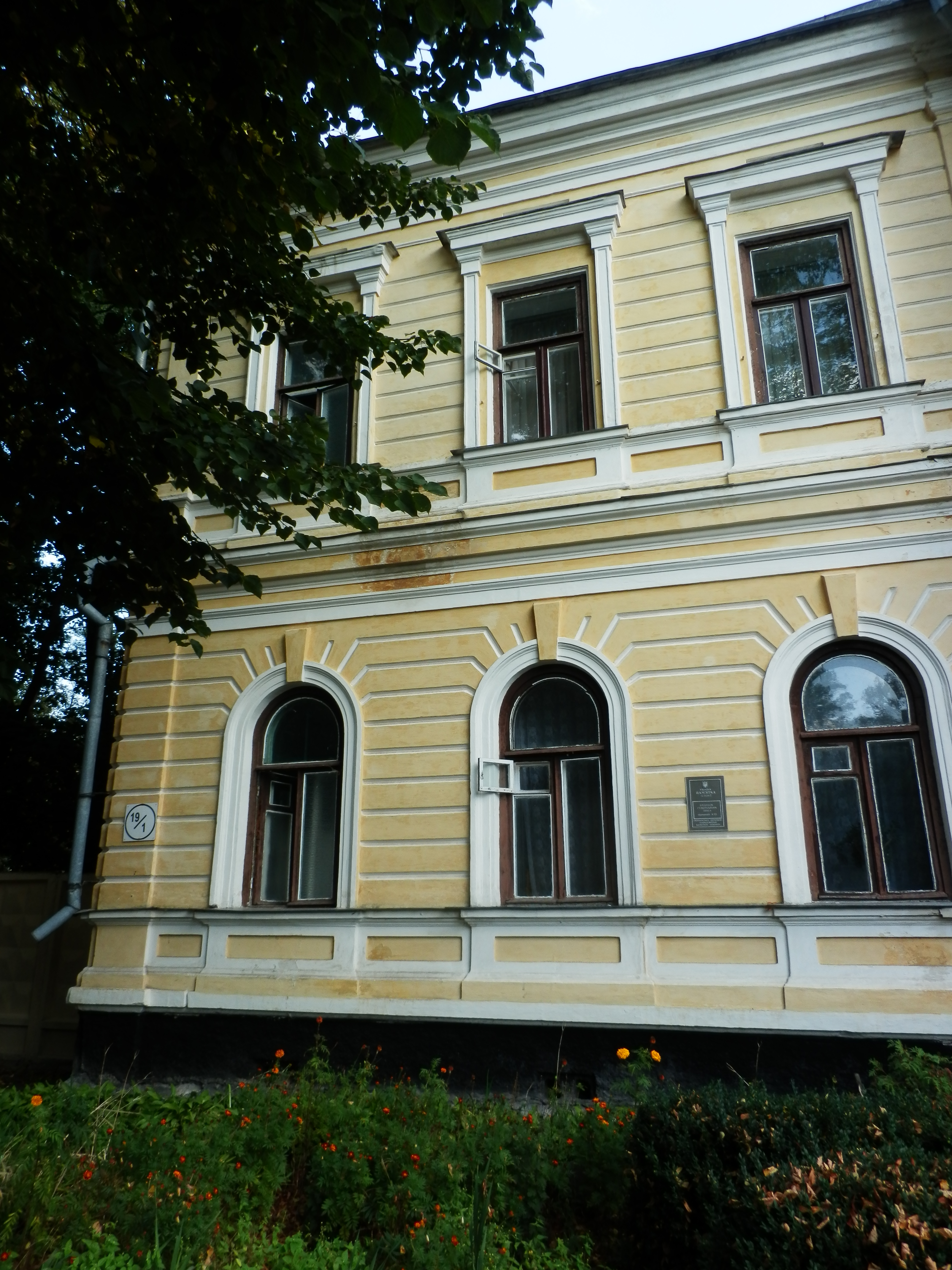
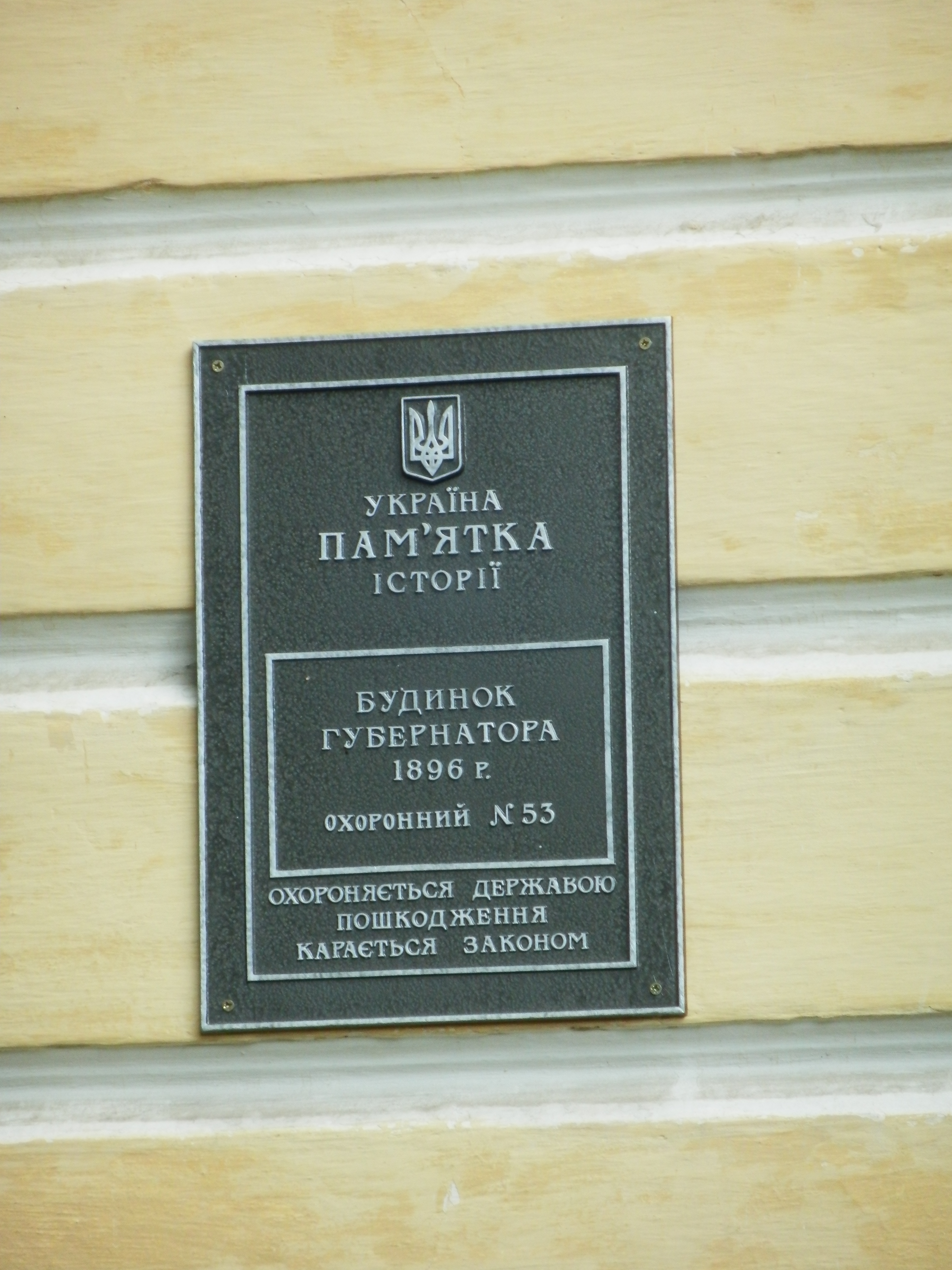
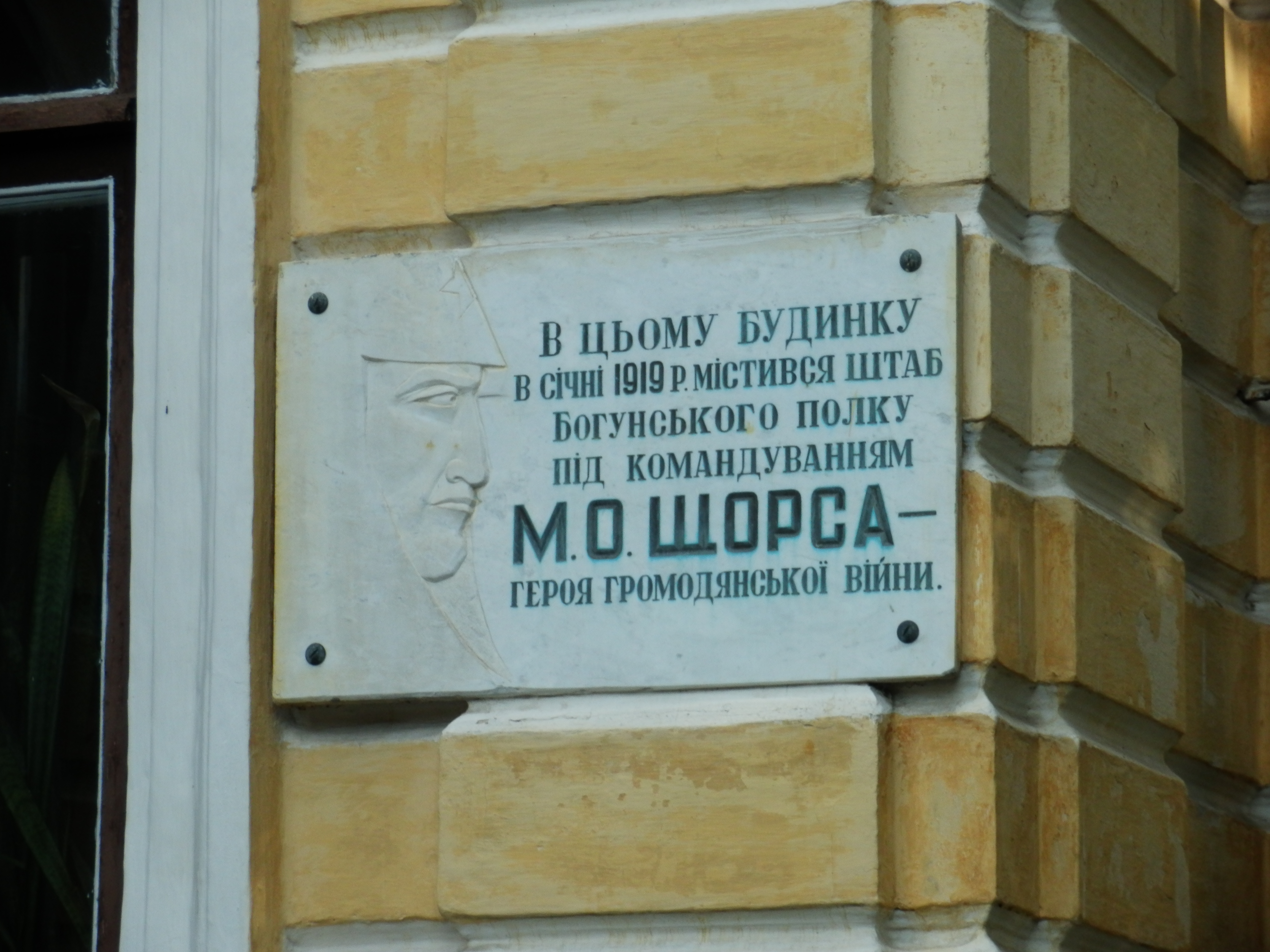
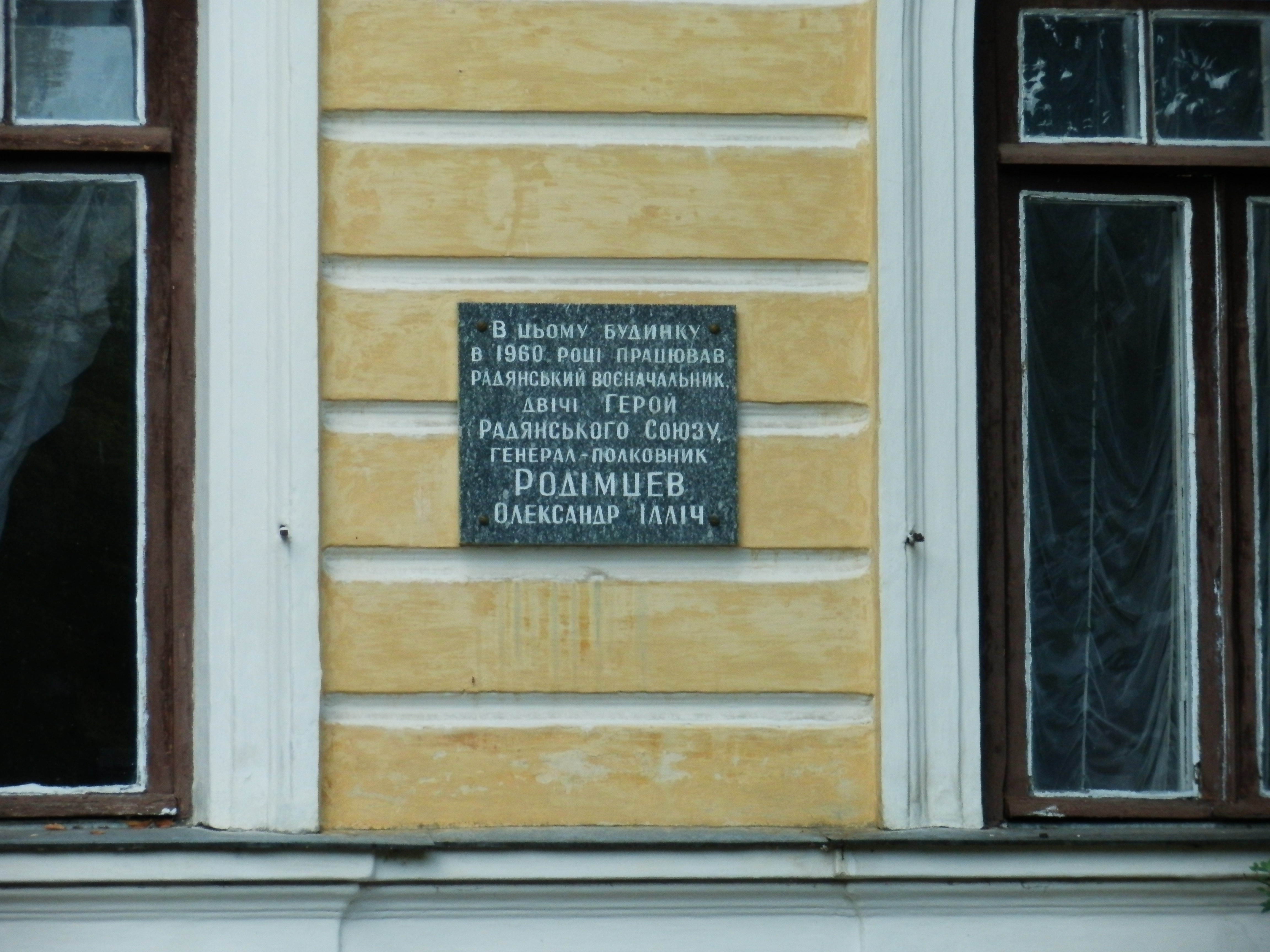